# Rhipicephalus turanicus
Rhipicephalus turanicus är en fästingart som beskrevs av Pomerantsev 1936. Rhipicephalus turanicus ingår i släktet Rhipicephalus och familjen hårda fästingar. Inga underarter finns listade i Catalogue of Life.